# Carl Moltke (overpræsident)
 Der er flere personer med dette navn, se Carl Moltke (flertydig).
Carl Adam Christian greve Moltke (født 17. februar 1907 i København, død 16. marts 1985) var overpræsident i København.
Moltke var søn af ritmester, greve Frederik Moltke (død 1939) og hustru Mimi f. komtesse Holstein (død 1954). Han blev student fra Østersøgades Gymnasium 1925 og cand.jur. 1932; var fungerende sekretær i Justitsministeriet samme år, i Indenrigsministeriet 1933, sekretær sammesteds 1935, ministersekretær 1936, fuldmægtig 1941, ekspeditionssekretær 1944, fungerende kontorchef 1945; konstitueret overpræsident i København 1945, udnævnt 1946. Han gik på pension 1977.
Han var tillige med sekretær i De samvirkende Sognerådsforeninger 1942-46; formand for Ensomme Gamles Værn 1946-70; medl. at forretningsudvalget for Nationalforeningen til Tuberkulosens Bekæmpelse (næstformand 1960) og af bestyrelsen for Det Danske Spejderkorps 1946-70, formand for spejderretten 1970, præsident for Landsforeningen for Mentalhygiejne 1948-71, medl. af bestyrelsen for Etatsråd Ruben og Hustrus Mindelegat 1946, af tilsynsrådet for børnehjemmet Jacob Michaelsens Minde 1946. Desuden formand for sygehusberedskabsnævnet for Storkøbenhavn 1952, medlem af Justitsministeriets udvalg vedr. inddrivelse af underholdsbidrag af 1955: medlem af bestyrelsen for Foreningen til opførelse af sømandshjem i fremmede havne og for Brønshøj-Husum ungdomshus 1957, medlem af Indenrigsministeriets udvalg ang. sygehusberedskabet af 1960; formand for Foreningen for unge Mænds Vel 1960; medlem af Kvindekommissionen 1965, af Justitsministeriets ægteskabsudvalg af 1969 og sammes adoptionsudvalg af 1969. Ordensskatmester 1970. Han var Kommandør af 1. grad af Dannebrogordenen og Dannebrogsmand. Ved sin afgang som ordensskatmester fik han Storkorset.
Han blev gift 2. marts 1940 med Helene M., f. 27. december 1913 i Bruxelles, datter af nederlandsk gesandt i Danmark Willem Ridder Huyssen van Kattendyke (død 1949) og hustru Helene Cécile f. Boreel.